# Gauchach
El Gauchach es un arroyo y afluente del río Wutach en Baden-Württemberg, Alemania. Discurre por la barranca de Gauchach. El Gauchach forma parte de la cuenca del río Danubio.